# Ainapur, Athni
Ainapur là một làng thuộc tehsil Athni, huyện Belgaum, bang Karnataka, Ấn Độ.